# 丰特斯卡连特斯
丰特斯卡连特斯，是西班牙阿拉贡自治区特鲁埃尔省的一个市镇。总面积25平方公里，总人口125人（2001年），人口密度5人/平方公里。